# Vrata, Plovdiv
Vrata (în bulgară Врата) este un sat în comuna Asenovgrad, regiunea Plovdiv,  Bulgaria. 

## Demografie
Componența etnică a satului Vrata
     Bulgari (100%)
     Nicio identificare (0%)
     Altele (0%)
La recensământul din 2011, populația satului Vrata era de 29 locuitori. Din punct de vedere etnic, toți locuitorii erau bulgari.